# Genyorchis
 Genyorchis  es un género que tiene asignadas diez especies de orquídeas,  de la subtribu Bulbophyllinae de la  familia (Orchidaceae). 

## Especies deGenyorchis
- Genyorchis apertiflora  Summerh. (1957)
- Genyorchis apetala   (Lindl.) Senghas (1989) - especie tipo -
- Genyorchis elongata  Robyns & Tournay (1955)
- Genyorchis macrantha   Summerh. (1957)
- Genyorchis micropetala   (Lindl.) Schltr. (1900)
- Genyorchis platybulbon   Schltr. (1906)
- Genyorchis pumila   (Sw.) Schltr. (1900)
- Genyorchis saccata  Szlach. & Olszewski (2001)
- Genyorchis sanfordii   Szlach. & Olszewski (2001)
- Genyorchis summerhayesiana   Szlach. & Olszewski (2001)